# Liste des monuments historiques de Vichy
Cet article recense les monuments historiques de Vichy, en France.

## Statistiques
Vichy compte 51 édifices comportant au moins une protection au titre des monuments historiques, soit 10 % des monuments historiques du département de l'Allier. 4 édifices comportent au moins une partie classée ; les 47 autres sont inscrits.
Le graphique suivant résume le nombre d'actes de protection par décennies :

## Liste
| Monument                                                       | Adresse                             | Coordonnées                      | Notice         | Protection     | Date      | Illustration                                                                      |
| -------------------------------------------------------------- | ----------------------------------- | -------------------------------- | -------------- | -------------- | --------- | --------------------------------------------------------------------------------- |
| Couvent des Célestins                                          | Parc des Célestins                  | 46° 07′ 11″ nord, 3° 25′ 25″ est | « PA00093342 » | Inscrit        | 1927      | Couvent des Célestins                                                             |
| Ancien hôtel des Ambassadeurs                                  | 1 rue du Parc place Joseph-Aletti   | 46° 07′ 22″ nord, 3° 25′ 08″ est | « PA00093401 » | Inscrit        | 1991      | Ancien hôtel des Ambassadeurs                                                     |
| Ancien hôtel Ruhl, ancien hôtel Radio, actuel Palais des Parcs | 15 boulevard de Russie              | 46° 07′ 20″ nord, 3° 25′ 07″ est | « PA00093402 » | Inscrit        | 1991      | Ancien hôtel Ruhl,ancien hôtel Radio, actuel Palais des Parcs                     |
| Chalets Napoléon III                                           | 105, 107 boulevard des États-Unis   | 46° 07′ 28″ nord, 3° 25′ 02″ est | « PA00093340 » | Inscrit        | 1972      | Chalets Napoléon III                                                              |
| Borne milliaire                                                | Square des Nations                  | 46° 07′ 35″ nord, 3° 25′ 07″ est | « PA00093338 » | Classé         | 1916      | Borne milliaire                                                                   |
| Casino le Cercle international                                 | 2 rue Sornin                        | 46° 07′ 30″ nord, 3° 25′ 16″ est | « PA03000032 » | Inscrit        | 2007      | Casino le Cercle international                                                    |
| Chalet des Roses                                               | 101 boulevard des États-Unis        | 46° 07′ 26″ nord, 3° 25′ 02″ est | « PA00093387 » | Inscrit        | 1990      | Chalet des Roses                                                                  |
| Chalet du gardien                                              | 20 rue Hubert-Colombier             | 46° 07′ 20″ nord, 3° 25′ 23″ est | « PA00093341 » | Inscrit        | 1988      | Chalet du gardien                                                                 |
| Église Saint-Blaise                                            | Rue de l'Allier                     | 46° 07′ 16″ nord, 3° 25′ 19″ est | « PA00093413 » | Inscrit        | 1991      | Église Saint-Blaise                                                               |
| Centre thermal des Dômes                                       | avenue Thermale                     | 46° 07′ 37″ nord, 3° 25′ 08″ est | « PA00093343 » | Classé         | 1989      | Centre thermal des Dômes                                                          |
| Hôtel de ville                                                 | place de Hôtel-de-Ville             | 46° 07′ 28″ nord, 3° 25′ 42″ est | « PA00093396 » | Inscrit        | 1990      | Hôtel de ville                                                                    |
| Immeuble                                                       | 36 rue Salignat                     | 46° 07′ 28″ nord, 3° 25′ 33″ est | « PA00093403 » | Inscrit        | 1991      | Immeuble                                                                          |
| Hôtel Mondial                                                  | 39 rue de Paris                     | 46° 07′ 36″ nord, 3° 25′ 35″ est | « PA00093408 » | Inscrit        | 1991      | Hôtel Mondial                                                                     |
| Confiserie Aux Marocains                                       | 33 rue Georges Clemenceau           | 46° 07′ 33″ nord, 3° 25′ 21″ est | « PA00093397 » | Inscrit        | 1990      | Confiserie Aux Marocains                                                          |
| Kiosque du parc des Bourins                                    |                                     | 46° 07′ 04″ nord, 3° 25′ 47″ est | « PA00093345 » | Inscrit        | 1986      | Kiosque du parc des Bourins                                                       |
| Maison Art nouveau                                             | 50 rue de Strasbourg                | 46° 07′ 19″ nord, 3° 25′ 52″ est | « PA00093346 » | Inscrit        | 1987      | Maison Art nouveau                                                                |
| Castel flamand                                                 | 2, 2bis rue de Belgique             | 46° 07′ 25″ nord, 3° 25′ 04″ est | « PA00093399 » | Inscrit        | 1991      | Castel flamand                                                                    |
| Castel français                                                | 1 rue Hubert-Colombier              | 46° 07′ 17″ nord, 3° 25′ 21″ est | « PA00093339 » | Inscrit        | 1988      | Castel français                                                                   |
| Castel gothique                                                | 25 boulevard de Russie              | 46° 07′ 23″ nord, 3° 25′ 05″ est | « PA00093400 » | Inscrit        | 1991      | Castel gothique                                                                   |
| Chalet de Clermont-Tonnerre                                    | 109bis boulevard des États-Unis     | 46° 07′ 31″ nord, 3° 25′ 02″ est | « PA00093386 » | Inscrit        | 1990      | Chalet de Clermont-Tonnerre                                                       |
| Chalet des Suppliques                                          | Avenue Aristide-Briand              | 46° 07′ 13″ nord, 3° 25′ 06″ est | « PA00093388 » | Inscrit        | 1990      | Chalet des Suppliques                                                             |
| Chalet Marie-Louise                                            | 109 boulevard des États-Unis        | 46° 07′ 30″ nord, 3° 25′ 02″ est | « PA00093389 » | Inscrit        | 1990      | Chalet Marie-Louise                                                               |
| Maison du Bailliage Castel Franc                               | Rue Verrier                         | 46° 07′ 13″ nord, 3° 25′ 18″ est | « PA00093347 » | Inscrit        | 1926      | Maison du BailliageCastel Franc                                                   |
| Maison Le Castel                                               | 8 rue Prunelle                      | 46° 07′ 29″ nord, 3° 25′ 06″ est | « PA03000004 » | Inscrit        | 1999      | Maison Le Castel                                                                  |
| Parc des Sources                                               |                                     | 46° 07′ 32″ nord, 3° 25′ 11″ est | « PA00093348 » | Classé         | 1994      | Parc des Sources                                                                  |
| Centre culturel Valery-Larbaud                                 | 15 rue du Maréchal-Foch             | 46° 07′ 20″ nord, 3° 25′ 23″ est | « PA03000008 » | Inscrit        | 2000      | Centre culturel Valery-Larbaud                                                    |
| Pharmacie du Parc                                              | 26 rue du Président-Wilson          | 46° 07′ 32″ nord, 3° 25′ 15″ est | « PA00093404 » | Inscrit        | 1991      | Pharmacie du Parc                                                                 |
| Source des Célestins                                           | boulevard John Kennedy              | 46° 07′ 11″ nord, 3° 25′ 24″ est | « PA00093349 » | Inscrit        | 1986      | Source des Célestins                                                              |
| Source Lardy                                                   | 111 rue du Maréchal-Lyautey         | 46° 07′ 15″ nord, 3° 25′ 33″ est | « PA00093350 » | Inscrit        | 1986      | Source Lardy                                                                      |
| Temple protestant                                              | 10 rue du Docteur-Max-Durand-Fardel | 46° 07′ 38″ nord, 3° 25′ 15″ est | « PA03000017 » | Inscrit        | 2002      | Temple protestant                                                                 |
| Théâtre et grand Casino                                        |                                     | 46° 07′ 24″ nord, 3° 25′ 13″ est | « PA00093344 » | Inscrit Classé | 1991 1996 | Théâtre et grand Casino                                                           |
| Villa                                                          | 8 rue Hubert-Colombier              | 46° 07′ 18″ nord, 3° 25′ 22″ est | « PA00093361 » | Inscrit        | 1988      | Villa                                                                             |
| Villa Anne-Marie                                               | 8 rue Albert-Londres                | 46° 07′ 24″ nord, 3° 25′ 44″ est | « PA00093384 » | Inscrit        | 1989      | Villa Anne-Marie                                                                  |
| Villa Art nouveau                                              | 14 rue Hubert-Colombier             | 46° 07′ 19″ nord, 3° 25′ 22″ est | « PA00093351 » | Inscrit        | 1988      | Villa Art nouveau                                                                 |
| Villa Charlotte                                                | 5 rue Hubert-Colombier              | 46° 07′ 18″ nord, 3° 25′ 22″ est | « PA00093352 » | Inscrit        | 1988      | Villa Charlotte                                                                   |
| Villa du docteur Frémont                                       | 7 rue Prunelle                      | 46° 07′ 29″ nord, 3° 25′ 06″ est | « PA00093414 » | Inscrit        | 1991      | Villa du docteur Frémont                                                          |
| Villa du docteur Maire                                         | 1 rue du Golf                       | 46° 07′ 40″ nord, 3° 24′ 57″ est | « PA00093405 » | Inscrit        | 1991      | Villa du docteur Maire                                                            |
| Villa Hubert                                                   | 7 rue Hubert-Colombier              | 46° 07′ 18″ nord, 3° 25′ 21″ est | « PA00093353 » | Inscrit        | 1988      | Villa Hubert                                                                      |
| Villa Jacob                                                    | 3 rue Hubert-Colombier              | 46° 07′ 18″ nord, 3° 25′ 21″ est | « PA00093354 » | Inscrit        | 1988      | Villa Jacob                                                                       |
| Villa Jurietti                                                 | 11 rue Hubert-Colombier             | 46° 07′ 20″ nord, 3° 25′ 22″ est | « PA00093355 » | Inscrit        | 1988      | Villa Jurietti                                                                    |
| Villa Le Mesnil                                                | 12 rue Hubert-Colombier             | 46° 07′ 19″ nord, 3° 25′ 22″ est | « PA00093357 » | Inscrit        | 1988      | Villa Le Mesnil                                                                   |
| Villa Manon                                                    | 10 rue Hubert-Colombier             | 46° 07′ 18″ nord, 3° 25′ 22″ est | « PA00093356 » | Inscrit        | 1988      | Villa Manon                                                                       |
| Villa mauresque                                                | 19 boulevard Carnot                 | 46° 07′ 24″ nord, 3° 25′ 29″ est | « PA00093406 » | Inscrit        | 1991      | Villa mauresqueDES VILLAS ET DES THERMES AU PARFUM D'AILLEURS, Vichy Destination. |
| Villa Mon Plaisir                                              | 4 quai d'Allier                     | 46° 07′ 36″ nord, 3° 24′ 56″ est | « PA00093407 » | Inscrit        | 1991      | Villa Mon Plaisir                                                                 |
| Villa Parva                                                    | 16 rue Hubert-Colombier             | 46° 07′ 19″ nord, 3° 25′ 22″ est | « PA00093358 » | Inscrit        | 1988      | Villa Parva                                                                       |
| Villa Saint-Michel-Archange                                    | 18 rue Hubert-Colombier             | 46° 07′ 20″ nord, 3° 25′ 23″ est | « PA00093359 » | Inscrit        | 1988      | Villa Saint-Michel-Archange                                                       |
| Villa Van Dyck                                                 | 9 rue Hubert-Colombier              | 46° 07′ 19″ nord, 3° 25′ 21″ est | « PA00093360 » | Inscrit        | 1988      | Villa Van Dyck                                                                    |
| Villa vénitienne                                               | 7 rue de Belgique                   | 46° 07′ 25″ nord, 3° 25′ 06″ est | « PA00093398 » | Inscrit        | 1990      | Villa vénitienne                                                                  |
| Villa Yvonnette                                                | 26 rue de Longchamp                 | 46° 07′ 45″ nord, 3° 25′ 22″ est | « PA00093419 » | Inscrit        | 1992      | Villa Yvonnette                                                                   |
| Monument aux morts                                             | square du Général-Leclerc           | 46° 07′ 20″ nord, 3° 25′ 09″ est | « PA03000056 » | Inscrit        | 2019      | Monument aux morts                                                                |
| Stade équestre du Sichon                                       | 106 rue Jean-Jaurès                 | 46° 07′ 58″ nord, 3° 25′ 30″ est | « PA03000068 » | Inscrit        | 2022      | Stade équestre du Sichon                                                          |